# Xilindró
Xilindró é uma série de comédia brasileira produzida e exibida pelo canal Multishow entre  25 de julho de 2016 e 20 de julho de 2020. A trama gira em torno do cotidiano de um presídio e da convivência entre os detentos, condenados pelos mais diversos delitos.

## Sinopse
Preso injustamente, Amadeus (Gustavo Mendes) foi acusado de roubar as receitas do chef de cozinha do restaurante onde trabalhava. Cumprindo pena em regime semiaberto, ele trabalha durante o dia com uma "bike food" e é o responsável pela cozinha do presídio, onde convive com vários outros detentos.

## Produção

### 1ª temporada
Criada e dirigida por Pedro Antônio Paes, Xilindró é a primeira série de humor passada inteiramente em um presídio. Com 20 episódios, a primeira temporada da série estreou no dia 25 de julho de 2016 e foi exibida no Multishow de segunda a sexta, às 22h30.
Além de Gustavo Mendes, que dá vida ao personagem central da trama, Amadeus, o elenco também conta com Oscar Filho, Paulinho Serra, Simone Gutierrez, Robson Nunes, Ataíde Arcoverde, Luciana Fregolente, Caike Luna, Lindsay Paulino, Juliana Guimarães e Leo Castro.
Rodada em São Paulo, Xilindró contou ainda com cenas externas, em que Amadeus está com sua food bike. Captadas nas ruas da cidade, essas cenas não tiveram roteiro e foram feitas no improviso. O público que se aproximava para comprar comida com o personagem, sem nem saber que se tratava de uma gravação.
O programa foi um dos destaques na audiência alcançada pelo Multishow em 2016, a maior desde o início da medição de TV paga do IBOPE, em 2002. A atração foi vice-líder de audiência entre os canais pagos no Rio de Janeiro durante a exibição dos primeiros capítulos inéditos e ficou em segundo lugar entre o público na faixa de 12 aos 34 anos, segundo dados do Kantar Ibope MW.
A primeira temporada ainda contou com participações especiais dos atores 'Cacau Protásio' como Teresinha, David Pinheiro como Matusalém Jr, Rafael Infante como Dilsinho Carioca e Diego Campagnolli como Mami Muda.

### 2ª temporada
Com previsão de estreia para outubro de 2017, a segunda temporada de Xilindró foi gravada nos Estúdios Quanta, na Vila Leolpodina, zona Oeste de São Paulo, e teve suas cenas externas rodadas em um galpão no Brás, zona leste da cidade. Desta vez, a trama não se passa apenas dentro do presídio, para que novos personagens pudessem participar da trama.
A enfermeira Brioco (interpretada por Caike Luna, que também interpreta Timi Tiurri) e, em participações especiais de Nany People como Lady Pepeca e Roberto Rowntreem como Tala Larga. Dr. Douglas, um dos animais de estimação de Caike na vida real, também entra na trama.
Novos ambientes como uma cabine de visitas e o Pavilhão Rosa fazem parte desta temporada.
Outra novidade é que, ao fim de cada episódio, o elenco fez paródia musical. "Tango para Tereza", "Fascinação", "My Way" e "O xote das meninas" são algumas das canções que ganharão versões no programa.
Com direção dividida entre Pedro Antônio Paes e Cláudia Alves, a série conta ainda com a redação final do ator Caike Luna.

### 3ª temporada
A 3ª temporada estreou em 25 de julho de 2018. Uma confusão por causa da cela especial com novos detentos novas reformas e mudanças com o diretora e Claudia Alves. Além de Caike Luna, outro ator que faz dobradinha como outro personagem é Oscar Filho que interpreta o açougueiro Seu Lili.

### 4ª temporada
Os presidiários de Xilindró voltam para as telas do Multishow a partir de 30 de junho, às 21h15. A nova temporada, além de muitas confusões e reviravoltas, trará uma nova personagem - a diretora do presídio, que será interpretada por Gustavo Mendes - e participações especiais de Márcio Kieling e Ary França. Caíke Luna, Lindsay Paulino, Simone Gutierrez, Luciana Fregolente, Juliana Guimarães, Oscar Filho, Robson Nunes, Paulinho Serra e Ataíde Arcoverde seguem no elenco fixo da atração, que terá 15 episódios inéditos. 
Lázara Camburão (Gustavo Mendes) assume o cargo de diretora do presídio, substituindo Sandra (Luciana Fregolente). Ela se diverte às custas do sofrimento dos presos, provocando intrigas entre eles. Enquanto isso, Amadeus - também interpretado por Gustavo - perde 50 quilos após passar um ano na cela solitária, aos cuidados da enfermeira Brioco (Caíke Luna), que gosta de infernizar a vida dos detentos. Já Sandra se torna a faxineira do local e presta serviços aos detentos que ela maltratou nos últimos anos. Marcão (Juliana Guimarães), a espiã Marcinha disfarçada de detenta, é promovido a carcereiro, mas continua amigo dos presos. E Regininha (Simone Gutierrez), o braço-direito da direção do Xilindró, permanece aliada dos detentos.

## Visão geral dos personagens
| Gustavo Mendes     | Amadeus                        | Regular | Regular | Regular | Regular |
| Paulinho Serra     | Lourival                       | Regular | Regular | Regular | Regular |
| Lindsay Paulino    | Adilson da Silva, vulgo Xuxeta | Regular | Regular | Regular | Regular |
| Caike Luna         | Time Tiurri                    | Regular | Regular | Regular | Regular |
| Caike Luna         | Enfermeira Brioco              | Regular | Regular | Regular | Regular |
| Oscar Filho        | César                          | Regular | Regular | Regular | Regular |
| Ataíde Arcoverde   | Matusalém                      | Regular | Regular | Regular | Regular |
| Robson Nunes       | Tonhão                         | Regular | Regular | Regular | Regular |
| Leo Castro         | Pudorico                       | Regular | Regular | Regular | Regular |
| Luciana Fregolente | Sandra                         | Regular | Regular | Regular | Regular |
| Juliana Guimarães  | Marcinha, vulgo Marcão         | Regular | Regular | Regular | Regular |
| Simone Gutierrez   | Regininha                      | Regular | Regular | Regular | Regular |

## Elenco e personagens
Amadeus (Gustavo Mendes)
O auxiliar de cozinha, que foi preso sob a acusação de roubar receitas do chef do restaurante onde trabalhava, se diz inocente, mas continua cumprindo pena. Responsável pela cozinha do presídio, ele está em regime semi-aberto, o que permite que ele trabalhe com sua food bike nas ruas durante o dia.
Lourival (Paulinho Serra)
Ex-político corrupto, Lourival trabalhou na Secretaria do Estado graças a indicação de seu pai e foi preso às vésperas de assumir seu mandato como Deputado Estadual, sob a acusação de desviar verba pública para uma conta na Venezuela em seu nome.
Adilson da Silva, vulgo Xuxeta (Lindsay Paulino)
Ex-garoto de programa que foi preso por furto de bicicletas. Na cadeia, Adilson vira a travesti Xuxeta, que inventa que foi uma assassina profissional impor respeito.
Time Tiurri (Caike Luna)
Órfão viciado em gambiarras, que sequer sabe seu verdadeiro nome, preso por contrabando e tráfico. Time é um sujeito boa praça, mas sofre de rompantes de raiva quando não tem suas vontades atendidas.
César (Oscar Filho)
Um homem que veio de uma família de banqueiros, mas que se tornou um ‘laranja’ quando escândalos revelaram desvios de dinheiro no banco da família.
Matusalém (Ataíde Arcoverde)
Ele é o prisioneiro mais antigo e, por isso, o mais respeitado. Ninguém sabe que crime o levou à prisão e ele mesmo diz não se lembrar o porquê de ter sido preso. Muitos acreditam que ele já cumpriu sua pena, mas foi ficando porque não tinha para onde ir.
Tonhão (Robson Nunes)
Preso injustamente por violência doméstica, já que, para se livrar do marido, a esposa forjou ter sido agredida por ele.
Pudorico (Leo Castro)
Preso por atentado ao pudor.
Sandra (Luciana Fregolente)
Diretora do presídio, ela é uma mulher sádica que abusa do seu poder. Considerando todos os detentos a escória da sociedade, Sandra tem como objetivo atrapalhar a vida de todos. Para tanto, coloca Marcinha como espiã entre eles.
Marcinha, agora chamada de Marcão (Juliana Guimarães)
Sua missão é induzir cada um dos detentos a cometer novos delitos e, assim, aumentar suas respectivas penas.
Regininha (Simone Gutierrez)
Secretária de Sandra que, embora cumpra as ordens da chefe, demonstra compaixão pelos presos.

## Temporadas
| Temporada | Temporada | Episódios | Exibição             | Exibição              |
| Temporada | Temporada | Episódios | Estreia de temporada | Final de temporada    |
| --------- | --------- | --------- | -------------------- | --------------------- |
|           | 1         | 20        | 25 de julho de 2016  | 19 de agosto de 2016  |
|           | 2         | 20        | 9 de outubro de 2017 | 6 de novembro de 2017 |
|           | 3         | 20        | 25 de julho de 2018  | 29 de agosto de 2018  |
|           | 4         | 15        | 30 de junho de 2020  | 20 de julho de 2020   |

## Resumo dos episódios

### 1ª temporada
| Número na série | Número na temporada | Título                              | Estreia              |
| --------------- | ------------------- | ----------------------------------- | -------------------- |
| 01              | 01                  | Copa Interpresídios                 | 25 de julho de 2016  |
| 02              | 02                  | O Dia De Visita                     | 26 de julho de 2016  |
| 03              | 03                  | O Fantasma do Xilindró              | 27 de julho de 2016  |
| 04              | 04                  | A Rebelião                          | 28 de julho de 2016  |
| 05              | 05                  | O Garoto Xilindró                   | 29 de julho de 2016  |
| 06              | 06                  | A Gostosona                         | 01 de agosto de 2016 |
| 07              | 07                  | O Banho De Mangueira                | 02 de agosto de 2016 |
| 08              | 08                  | Banda Xilindró                      | 03 de agosto de 2016 |
| 09              | 09                  | A Conversão de Lourival             | 04 de agosto de 2016 |
| 10              | 10                  | Eles e Elas                         | 05 de agosto de 2016 |
| 11              | 11                  | A Fuga                              | 08 de agosto de 2016 |
| 12              | 12                  | A Cassação do Semi-Aberto           | 09 de agosto de 2016 |
| 13              | 13                  | Cabelo no Feijão                    | 10 de agosto de 2016 |
| 14              | 14                  | O Embaraço de Regininha             | 11 de agosto de 2016 |
| 15              | 15                  | A César o que é de César            | 12 de agosto de 2016 |
| 16              | 16                  | Mortos-Vivos                        | 15 de agosto de 2016 |
| 17              | 17                  | A Morte de Matusalém                | 16 de agosto de 2016 |
| 18              | 18                  | O Pai de Lourival                   | 17 de agosto de 2016 |
| 19              | 19                  | Casamento no Xilindró               | 18 de agosto de 2016 |
| 20              | 20                  | O Dia Em Que O Xilindró Quase Parou | 19 de agosto de 2016 |

### 2ª temporada
| Número na série | Número na temporada | Título                      | Estreia                |
| --------------- | ------------------- | --------------------------- | ---------------------- |
| 21              | 01                  | O Incêncio                  | 09 de outubro de 2017  |
| 22              | 02                  | O Pavilhão Rosa             | 10 de outubro de 2017  |
| 23              | 03                  | A Sarna de César            | 11 de outubro de 2017  |
| 24              | 04                  | A Visita de Time Tiurri     | 12 de outubro de 2017  |
| 25              | 05                  | A Loira do Xilindró         | 13 de outubro de 2017  |
| 26              | 06                  | A Festa Surpresa            | 16 de outubro de 2017  |
| 27              | 07                  | O Banho de Sol              | 17 de outubro de 2017  |
| 28              | 08                  | A Amnésia de Tonhão         | 18 de outubro de 2017  |
| 29              | 09                  | O Dia em que a Xuxeta Sumiu | 19 de outubrode 2017   |
| 30              | 10                  | Bebida de Cadeia            | 20 de outubro de 2017  |
| 31              | 11                  | A Infestação de Piolhos     | 23 de outubro de 2017  |
| 32              | 12                  | A Transferência de Lourival | 25 de outubro de 2017  |
| 33              | 13                  | O Sequestro de Sandra       | 26 de outubro de 2017  |
| 34              | 14                  | A Descoberta de Marcos      | 27 de outubro de 2017  |
| 35              | 15                  | Amadeus quer ser Travesti   | 30 de outubro de 2017  |
| 36              | 16                  | O Surto de Pudorico         | 31 de outubro de 2017  |
| 37              | 17                  | O Segredo de Regininha      | 01 de novembro de 2017 |
| 38              | 18                  | O Livro de Matusalém        | 02 de novembro de 2017 |
| 39              | 19                  | Mulher de Bandido           | 03 de novembro de 2017 |
| 40              | 20                  | A Recuperação               | 06 de novembro de 2017 |

### 3ª temporada
| Número na série | Número na temporada | Título          | Estreia              |
| --------------- | ------------------- | --------------- | -------------------- |
| 41              | 01                  | A Cela          | 25 de julho de 2018  |
| 42              | 02                  | O Governador    | 26 de julho de 2018  |
| 43              | 03                  | A Escapadela    | 27 de julho de 2018  |
| 44              | 04                  | O Truqueiro     | 30 de julho de 2018  |
| 45              | 05                  | O Espião        | 01 de agosto de 2018 |
| 46              | 06                  | O Juiz          | 02 de agosto de 2018 |
| 47              | 07                  | O Piscinão      | 03 de agosto de 2018 |
| 48              | 08                  | O Chantagista   | 06 de agosto de 2018 |
| 49              | 09                  | A Deputada      | 08 de agosto de 2018 |
| 50              | 10                  | O Falsificador  | 09 de agosto de 2018 |
| 51              | 11                  | A Pregadora     | 10 de agosto de 2018 |
| 52              | 12                  | O Filho         | 15 de agosto de 2018 |
| 53              | 13                  | A Cunhada       | 16 de agosto de 2018 |
| 54              | 14                  | O Bicheiro      | 17 de agosto de 2018 |
| 55              | 15                  | O Protegido     | 20 de agosto de 2018 |
| 56              | 16                  | O Resgate       | 22 de agosto de 2018 |
| 57              | 17                  | O Bilhete       | 23 de agosto de 2018 |
| 58              | 18                  | A Herdeira      | 24 de agosto de 2018 |
| 59              | 19                  | A Despedida     | 27 de agosto de 2018 |
| 60              | 20                  | A Apresentadora | 29 de agosto de 2018 |

### 4ª temporada
| Número na série | Número na temporada | Título                     | Estreia             |
| --------------- | ------------------- | -------------------------- | ------------------- |
| 61              | 01                  | A Solitária                | 30 de junho de 2020 |
| 62              | 02                  | O Paredão                  | 01 de julho de 2020 |
| 63              | 03                  | A Queridinha               | 02 de julho de 2020 |
| 64              | 04                  | O Ordinário                | 03 de julho de 2020 |
| 65              | 05                  | A Delação Premiada         | 06 de julho de 2020 |
| 66              | 06                  | O Canibalismo              | 07 de julho de 2020 |
| 67              | 07                  | A Loteria                  | 08 de julho de 2020 |
| 68              | 08                  | O Serviço Comunitário      | 09 de julho de 2020 |
| 69              | 09                  | A Assombração              | 10 de julho de 2020 |
| 70              | 10                  | A Herança                  | 13 de julho de 2020 |
| 71              | 11                  | A Cantora                  | 14 de julho de 2020 |
| 72              | 12                  | O Palhaço                  | 15 de julho de 2020 |
| 73              | 13                  | O Ator                     | 16 de julho de 2020 |
| 74              | 14                  | O Carcereiro e a Faxineira | 17 de julho de 2020 |
| 75              | 15                  | O Procurador               | 20 de julho de 2020 |